# Бистрица (Дупнишка)
Вижте пояснителната страница за други значения на Бистрица.
Бистрица (или Дупнишка Бистрица) е река в Западна България, област Кюстендил, община Дупница, ляв приток на река Джерман. Дължината ѝ е 25 km. Отводнява част от най-северозападните части на Северозападна Рила.
Река Бистрица извира на 2595 m н.в. в западното подножие на връх Дамга (2670 m) в Северозападна Рила. В началото тече през обширния циркус Пазардере, в който се оттичат водите на няколко странични циркусни езера. Под хижа „Иван Вазов“, на 2079 m н.в. навлиза в дълбока, стръмна и скалиста долина с редица прагове и водопади с посока запад-северозапад. При красивия Бистришки водопад реката рязко завива на север, при село Бистрица излиза от планината, завива на северозапад и навлиза в Дупнишката котловина. Влива отляво в река Джерман от басейна на Струма, на 500 m н.в., в центъра на град Дупница.
Площта на водосборния басейн на реката е 133 km2, което представлява 17,34% от водосборния басейн на река Джерман.
Основен приток: река Мала Бистрица (ляв).
Река Бистрица е с преобладаващо снежно-дъждовно подхранване с пролетно пълноводие (март-юни) и лятно маловодие (юли-септември).
По течението на реката в Община Дупница са разположени село Бистрица и град Дупница.
Част от водите на реката в горното течение се използват за електродобив във водноенергийната Каскада „Рила“, в Дупнишката котловина – за напояване.

## Топографска карта
- Лист от карта K-34-71. Мащаб: 1 : 100 000.